# ادیسون اینترنشنال
ادیسون اینترنشنال (به انگلیسی: Edison International) شرکت انرژی آمریکایی است، که در زمینه تولید، انتقال و توزیع برق فعالیت می‌کند.
ریشه‌های تأسیس شرکت ادیسون اینترنشنال به در سال ۱۸۸۶ باز می‌گردد، که شرکت هالت اند ناپس در ویسالیا، کالیفرنیا راه‌اندازی شد. دفتر مرکزی این شرکت در شهر رزمید، کالیفرنیا قرار دارد و بخشی از سهام آن در بازار بورس نیویورک معامله می‌شود.